# Nealcidion latum
Nealcidion latum là một loài bọ cánh cứng trong họ Cerambycidae.